# Фація (геохімія)
Фація (геохімія)
У геохімії фація – сукупність фізико-хімічних умов середовища, що визначають характер седиментації і діагенезу осадів. Основні фактори, за якими виділяють геохімічні  фації: концентрації водневих йонів (pH), окиснювально-відновний потенціал (Eh), температура, мінералізація і сольовий склад вод, концентрація органічної речовини в осадах. Основні групи геохімічних фацій: континентальні і морські. Серед морських Ф. виділяються сірководневі, сидеритові, шамозитові, глауконітові, окисні та інші, серед континентальних – латеритних пустель, хім. осадів, залізних руд, вугілля та ін. 
Фації гідрохімічні – за Максимовичем (1955), ділянки наземної та підземної гідросфери, які характеризуються на всій площі однаковими гідрохімічними умовами та властивостями, які визначаються за перевагою будь-яких розчинених речовин (йонів, колоїдів). Термін використовується рідко. Див. також топофації.